# Ozarba subtilis
Ozarba subtilis là một loài bướm đêm trong họ Noctuidae.